# Orupean Songs
Orupean Songs är den svenske popartisten Orups tredje studioalbum, utgivet i mars 1991. Det är Orups enda studioalbum med engelska texter.

## Låtförteckning
1. (If They Say) It's a Wonderful World
2. Heaven
3. I Would Rather Be Dead
4. My Earth-Angel
5. The Keys To Your Heart
6. Emotional Blackmail
7. The Only Thing I've Got
8. I Don't Wanna Be Your Friend
9. Love You 'til Tomorrow
10. I Should be Happy Instead

## Medverkande
- Orup – sång, kör, klaviatur, programmering
- Magnus Frykberg – klaviatur, trummor, slagverk, programmering
- Mattias Torell, Gundars Rullis – gitarr
- Markus Wikström, Anders Glenmark – bas
- Niklas Medin, Pål Svenre, Kristoffer Wallman, Sofia Eriksson – klaviatur
- Titiyo, Jean-Paul Wall, Magnum Coltrane Price, Gladys del Pilar, Kayo – kör
- Joakim Midler, Jonas Frykberg, Erik Rodell, David Wilczewski – blås

## Listplaceringar
| Lista (1991) | Topplacering |
| ------------ | ------------ |
| Sverige      | 4            |